# SN 1991ai
SN 1991ai – supernowa typu Ia odkryta 2 lipca 1991 roku w galaktyce IC4434. W momencie odkrycia miała maksymalną jasność 18,50m.